# Kurt Dossin
Kurt Dossin (Leipzig, 28 de março de 1913 - 26 de abril de 2004) foi um handebolista de campo alemão, campeão olímpico.
Fez parte do elenco campeão olímpico de handebol de campo nas Olimpíadas de Berlim de 1936.